# Фторид свинца(IV)
Фторид свинца(IV) — бинарное неорганическое соединение, соль металла свинца и плавиковой кислоты с формулой PbF4, прозрачные кристаллы.

## Получение
- Действие фтора на дифторид свинца:

{\displaystyle {\mathsf {PbF_{2}+F_{2}\ {\xrightarrow {250^{o}C}}\ PbF_{4}}}}
- Растворение в плавиковой кислоте тетраацетата свинца:

{\displaystyle {\mathsf {Pb(CH_{3}COO)_{4}+4HF\ {\xrightarrow {}}\ PbF_{4}+4CH_{3}COOH}}}

## Физические свойства
Фторид свинца(IV) образует прозрачные кристаллы тетрагональной сингонии, пространственная группа I 4/mmn, параметры ячейки a = 0,424 нм, c = 0,8030 нм.

## Химические свойства
- При нагревании разлагается:

{\displaystyle {\mathsf {PbF_{4}\ {\xrightarrow {T}}\ PbF_{2}+F_{2}}}}
- Гидролизуется водой:

{\displaystyle {\mathsf {PbF_{4}+2H_{2}O\ {\xrightarrow {}}\ PbO_{2}+4HF}}}

## Применение
- Фторирующий агент.

## Физиологическое действие
Как и большинство соединений свинца и фторидов, является токсичным.